# Rudolf Schmidt-Dethloff
Rudolf Schmidt-Dethloff (* 28. September 1900 in Rostock; † 12. Juni 1971 in Lindau (Bodensee))  war ein deutscher Maler des Expressionismus.
Er studierte zunächst die Malerei bei Max Thedy in Hamburg, Franz Bunke in Weimar und Oskar Kokoschka in Dresden. Von 1929 bis 1936 war er Vorsitzender der Vereinigung Rostocker Künstler. Er stellte sich gegen die nationalsozialistische Kunstrichtung. 1937 wurde aus dem Städtischen Museum Rostock sein Tafelbild „Pappeln“ als „Entartete Kunst“ beschlagnahmt und 1939 im Hof der Hauptfeuerwache Berlin verbrannt.
Von 1939 bis 1945 war Schmidt-Dethloff auf dem Balkan, in Frankreich und der Sowjetunion im Kriegseinsatz. Als Sanitätsgefreiter geriet er bei Stalingrad in Gefangenschaft, die er u. a. in Auschwitz-Birkenau verbrachte, wo er eine Reihe von Bleistiftzeichnungen von Mitgefangenen anfertigte. Nach der Entlassung richtete er sich ein Atelier in der Künstlerkolonie Ahrenshoop ein, wo er auch Malunterricht gab. Er war ein Freund des Schriftstellers Ehm Welk.
Schmidt-Dethloff hatte Ausstellungen mit Schultze-Jasmer, Thuro Balzer, Hertha von Guttenberg, Fritz Koch-Gotha, Käthe Miethe, Martin Leonhard, Hans Emil Oberländer, Hedwig Holtz-Sommer, Martha Voss, Georg Kaulbach, Alfred Partikel (Rostock, Schwerin, Berlin, Ahrenshoop). Nach seiner Flucht aus der DDR 1953 lebte er in West-Berlin, Cuxhaven, Heidelberg, Freiburg und seit 1958 bis zu seinem Tod in Lindau.
Schmidt-Dethloff war ein Meister der Aquarellkunst und Landschaftsmalerei. Alle Arbeiten entstanden mit der Staffelei in der Landschaft.
Schmidt-Dethloff war seit 1950 lebenslang mit der Westberlinerin Erika Peter verheiratet. Sein Nachlass wird in Lindau durch Andreas und Martina von Hollen verwaltet. Der überwiegende Teil des Nachlasses befindet sich seit 2017 durch eine Schenkung im Besitz des städtischen Museums Cavazzen in Lindau.